# Guarda Civil do Estado de São Paulo
A Guarda Civil do Estado de São Paulo foi uma corporação uniformizada criada em 22 de outubro de 1926 por Carlos de Campos, Presidente do estado de São Paulo para realizar o policiamento ostensivo das áreas urbanas do estado, zelando pela segurança pública e pela incolumidade pessoal e patrimonial dos cidadãos seguindo o padrão da guarda municipal criada no mesma data. Hoje e considerada o embrião da Guarda Civil Metropolitana da capital do estado e de todas as guardas municipais das cidades do interior.

## Histórico
Foi criada pela Lei nº 2.141, de 22 de outubro de 1926, no governo de Carlos de Campos, que governou o estado de São Paulo de 1924 a 1927. O artigo 3º da citada Lei atribuia a superintendência da Guarda Civil ao Chefe de Policia Civil, na época, o Delegado Roberto Moreira.
A Guarda Civil de São Paulo foi renovada como corporação auxiliar da Força Pública mas sem caráter militar deixando de lado os padrões implantados pelo Império do Brasil na Guarda Municipal em 1831, segundo o texto da Lei 2141/26. Ela era autônoma. A Superintendência da Guarda Civil foi exercida sucessivamente por Delegados de Polícia, Oficiais da Força Pública (atual Polícia Militar) e Oficiais do Exército.[carece de fontes?] A partir de 1931, com a criação da Secretaria de Estado dos Negócios da Segurança Pública, que teve como primeiro titular o General Miguel Costa, a Guarda Civil tornou-se a segunda Corporação fardada na estrutura da nova Pasta, juntamente com a Força Pública, esta criada em 15 de dezembro de 1831.
O Corpo Especial de Policiamento Feminino foi criado em 1955 pelo governador Jânio Quadros como corporação autônoma, mais tarde unificada com a Guarda Civil e, depois, com a atual Polícia Militar. Era destinado a zelar, especialmente, pelas crianças, idosos e mulheres.
Concebida como as corporações policiais de estatuto civil da Europa, principalmente do Reino Unido, exercia todas as modalidades de policiamento, como o pedestre, o motorizado, a cavalo, de motocicleta etc. Atuava no trânsito, contava com uma força de controle de distúrbios (ou "choque") e a partir da década de 1940 passou a operar o serviço de rádio-patrulha.
Os seus efetivos tiveram participação na Segunda Guerra Mundial, recebendo, dentre as várias missões, a incumbência de formar a primeira unidade de Polícia Militar do Exército Brasileiro, a atual Polícia do Exército.
A fusão da Guarda Civil e Força Pública, realizada em 1970, se deu em razão do Ato Complementar nº 47, de 7 de fevereiro de 1969, decretando o recesso da Assembleia Legislativa de São Paulo amparado pelo § 1º do artigo 2º do Ato Institucional nº 5,  de 13 de dezembro de 1968, que dava ao poder executivo a prerrogativa de legislar em todas as matérias e exercer todas as funções que cabiam a Assembleia, com isso o governador Abreu Sodré, em obediência ao art 3º do DL 667/69 decretou:
"O GOVERNADOR DO ESTADO DE SÃO PAULO, no uso da atribuição que, por fôrça do Ato Complementar n.º 47, de 7 de fevereiro de 1969 lhe confere o § 1.º do Artigo 2.º do Ato Institucional n. 5, de 13 de dezembro de 1968, Decreta: 

Artigo 1.º - Fica constituída a Polícia Militar do Estado de São Paulo, integrada por elementos da Fôrça Pública do Estado e da Guarda Civil de São Paulo, na forma deste Decreto-lei, observadas as disposições do Decreto-lei federal n.º 667, de 2 de julho de 1969 e Decreto-lei federal n.º 1072, de 30 de dezembro de 1969. 

Parágrafo único - A Polícia Militar do Estado de São Paulo subordina-se hierárquica, administrativa e funcionalmente a Secretaria da Segurança Pública, nos têrmos do artigo 141 da Constituição do Estado. 

Artigo 2.º - Os atuais componentes da Fôrça Pública, que ora se extingue, ficam integrados na Polícia Militar do Estado de São Paulo, nos mesmos postos e graduações de que são títulares. 

Parágrafo único - O cargo de Comandante Geral, referência CD-14, da Tabela 1 da Parte Permanente, do Quadro da Secretaria da Segurança Pública , destinado à extinta Fôrça Pública do Estado, passa destinar-se à Polícia Militar do Estado de São Paulo. 

Artigo 3.º - Os atuais componentes da Guarda Civil de São Paulo ficam aproveitadas e integrados na Polícia Militar de São Paulo na forma e condições estabelecidas nêste decreto-lei."
Com isso foram extintas a Guarda Civil do Estado de São Paulo e a Força Publica do Estado de São Paulo e criada a Policia Militar do Estado de São Paulo.
A Guarda possuía efetivos em algumas cidades do estado de São Paulo, tais como; São Paulo, Campinas, Ribeirão Preto, Sorocaba, Bauru, Marília, Presidente Prudente, Jundiaí, Mogi das Cruzes, Piracicaba, Santos, e São Carlos.